# William Hurlstone
William Yeates Hurlstone (né le 7 janvier 1876 à Londres – mort le 30 mai 1906 dans la même ville) est un compositeur britannique. Charles Villiers Stanford fut son professeur de composition. William Hurlstone a surtout composé de la musique de chambre. Il meurt à l’âge de 30 ans, victime de crises d’asthme.

## Discographie
- Hurlstone: Chamber Works (Dutton Vocalion) CDLX7128 (2003)
- William Hurlstone : Orchestral Works (Lyrita) SRCD208 (orig. 1993 - réédité en 2006)
- William Hurlstone : Piano Concerto, Variations on a Swedish Air, Piano Quartet, Piano Trio (Lyrita) SRCD2286 (orig. 1979, 1984 - réédité en 2007)
- (The) English Romantics - Works for Clarinet, Bassoon & Piano (Clarinet Classics) CC0023 (1998)
- Goossens, Hurlstone et Turnbull: Violin Sonatas (Somm Recordings) SOMMCD031 (2003)
- Romantic Cello (Dutton Vocalion) CDLX7102 (1999)
- Dale et Hurlstone:  Piano Sonatas (Somm Recordings) SOMMCD097 (2010)

## Source
- (en) Cet article est partiellement ou en totalité issu de l’article de Wikipédia en anglais intitulé « William Hurlstone » (voir la liste des auteurs).